# Baga
Baga – miasto w północno-wschodniej Nigerii, w stanie Borno, leżące blisko jeziora Czad (dawniej – do lat 60./70. – było portem nad nim dla rybaków; obecnie wskutek wysychania Czadu, nie jest już w ten sposób wykorzystywane).
Może liczyć ok. 10 tys. mieszkańców, biorąc pod uwagę, że wymordowane 2 tys. mieszkańców stanowiło ok. 1/5 ogólnej liczby zamieszkujących miasto. Jest położone na północny wschód od miasta Kukawa oraz ok. 196 km na północny wschód od stolicy stanu Maiduguri.

## Baga jako miejsce działań Boko Haram
Baga, z racji położenia na północy Nigerii, gdzie obowiązuje prawo szariatu, stała się celem islamistycznej bojówki terrorystycznej Boko Haram, żądającej wprowadzenia takiego prawa w całym kraju.
22 kwietnia 2013 w Baga doszło do wymiany ognia pomiędzy bojownikami Boko Haram a wojskiem, w wyniku którego zginęło 200 osób, a wojsko podpaliło jedną trzecią miasta. Dużą częścią ofiar stanowili cywile, którzy padali ofiarami pogromów żołnierzy, pacyfikujących wioski sympatyzujące z Boko Haram. Walki były częścią ofensywy wojska przeciwko partyzantom, którzy przejęli kontrolę nad północnymi regionami stanu Borno.
Początek roku 2015 to nasilenie ataków i kolejna ofensywa Boko Haram na północy Nigerii. 3 stycznia islamiści zajęli ostatnią w regionie kontrolowaną przez siły rządowe miejscowość, Bagę, która stanowi dobry punkt wypadowy do ataków na południe kraju, jak również do sąsiednich krajów takich, jak Czad czy Kamerun. Znajdująca się tam baza wojskowa była jednocześnie kwaterą główną międzynarodowych sił do walki z Boko Haram. Siły rządowe po wielogodzinnych walkach i odpieraniu ataków z wielu stron wycofały się do Czadu. 8 stycznia zakończyła się masakra chrześcijańskiej ludności Baga i okolicznych miejscowości. Zginęło 2 tysiące osób, ok. 10 tys. straciło dach nad głową z powodu spalenia domów przez terrorystów